# Lagerville
Lagerville est une ancienne commune de Seine-et-Marne, qui fut absorbée par la commune de Chaintreaux en 1842 et qui est, depuis lors, hameau de cette dernière commune.